# مشارکت (روزنامه)
روزنامه مشارکت (به انگلیسی: Mosharekat) سابق اصلاح طلب جبهه مشارکت ایران اسلامی بود که یکی از ۱۳ روزنامه اصلاح طلبی بود که در فروردین ۱۳۷۹ در ایران توقیف شد مجوز این روزنامه متعلق به محمدرضا خاتمی بود.